# Малая Неведайка
 Малая Неведайка  — деревня в Селижаровском муниципальном округе Тверской области.

## География
Находится в западной части Тверской области на расстоянии приблизительно 24 км на юг-юго-восток по прямой от административного центра округа поселка Селижарово.

## История
Деревня была отмечена еще на карте Менде (состояние местности на 1848 год). В 1859 году здесь (деревня Ржевского уезда Тверской губернии) было учтено 3 двора, в 1939 — 10. До 2020 года входила в состав Оковецкого сельского поселения Селижаровского района до их упразднения.

## Население
Численность населения: 39 человек (1859 год), 1 (русские 100 %) в 2002 году, 0 в 2010.